# Eupithecia indescripta
Eupithecia indescripta là một loài bướm đêm trong họ Geometridae.